# Xiphidiopsis
Xiphidiopsis is een geslacht van rechtvleugeligen uit de familie sabelsprinkhanen (Tettigoniidae). De wetenschappelijke naam van dit geslacht is voor het eerst geldig gepubliceerd in 1891 door Redtenbacher.

## Soorten
Het geslacht Xiphidiopsis omvat de volgende soorten:
- Xiphidiopsis compacta Sänger & Helfert, 2004
- Xiphidiopsis fanjingshanensis Shi & Du, 2006
- Xiphidiopsis furcicauda Mu, He & Wang, 2000
- Xiphidiopsis gracilis Sänger & Helfert, 2004
- Xiphidiopsis hoabinh Gorochov, 2005
- Xiphidiopsis latilamella Mu, He & Wang, 2000
- Xiphidiopsis madras Gorochov, 2005
- Xiphidiopsis tonicosa Shi & Chen, 2002
- Xiphidiopsis microstyla Ingrisch, 2002
- Xiphidiopsis jacobsoni Gorochov, 1993
- Xiphidiopsis abbreviata Karny, 1924
- Xiphidiopsis adelungi Gorochov, 1993
- Xiphidiopsis aglaia Hebard, 1922
- Xiphidiopsis alatissima Karny, 1907
- Xiphidiopsis altiterga Sänger & Helfert, 1998
- Xiphidiopsis amnicola Gorochov, 1998
- Xiphidiopsis angustifurca Gorochov, 2011
- Xiphidiopsis anomala Kevan & Jin, 1993
- Xiphidiopsis autumnalis Gorochov, 1998
- Xiphidiopsis beybienkoi Gorochov, 1993
- Xiphidiopsis bifoliata Shi & Zheng, 1995
- Xiphidiopsis bifurcata Liu & Bi, 1994
- Xiphidiopsis biprocera Shi & Zheng, 1996
- Xiphidiopsis bituberculata Ebner, 1939
- Xiphidiopsis bivittata Bey-Bienko, 1957
- Xiphidiopsis borneensis Karny, 1925
- Xiphidiopsis brevifurca Gorochov, 2011
- Xiphidiopsis chaseni Karny, 1926
- Xiphidiopsis cheni Bey-Bienko, 1955
- Xiphidiopsis citrina Redtenbacher, 1891
- Xiphidiopsis clavata Uvarov, 1933
- Xiphidiopsis convexis Shi & Zheng, 1995
- Xiphidiopsis cyclolobia Karny, 1923
- Xiphidiopsis denticuloides Kevan & Jin, 1993
- Xiphidiopsis dicera Hebard, 1922
- Xiphidiopsis dissita Gorochov, 1998
- Xiphidiopsis divida Shi & Zheng, 1995
- Xiphidiopsis drepanophora Hebard, 1922
- Xiphidiopsis elaphocerca Karny, 1926
- Xiphidiopsis elefan Gorochov, 2005
- Xiphidiopsis elongata Xia & Liu, 1992
- Xiphidiopsis excavata Xia & Liu, 1992
- Xiphidiopsis exigua Karny, 1926
- Xiphidiopsis fallax Redtenbacher, 1891
- Xiphidiopsis fischerwaldheimi Gorochov, 1993
- Xiphidiopsis forficula Uvarov, 1923
- Xiphidiopsis gemmicula Hebard, 1922
- Xiphidiopsis greeni Uvarov, 1923
- Xiphidiopsis gurneyi Tinkham, 1944
- Xiphidiopsis hebardi Karny, 1924
- Xiphidiopsis hunanensis Xia & Liu, 1992
- Xiphidiopsis hwangi Bey-Bienko, 1962
- Xiphidiopsis impressa Bey-Bienko, 1962
- Xiphidiopsis inflata Shi & Zheng, 1995
- Xiphidiopsis jambi Gorochov, 2008
- Xiphidiopsis jinxiuensis Xia & Liu, 1990
- Xiphidiopsis kemneri Ander, 1937
- Xiphidiopsis kinabaluana Bey-Bienko, 1971
- Xiphidiopsis kraussi Karny, 1924
- Xiphidiopsis lata Bey-Bienko, 1962
- Xiphidiopsis lita Hebard, 1922
- Xiphidiopsis malabarica Kevan & Jin, 1993
- Xiphidiopsis minutus Tinkham, 1943
- Xiphidiopsis mjobergi Karny, 1925
- Xiphidiopsis monstrosa Karny, 1924
- Xiphidiopsis nebulosa Karny, 1924
- Xiphidiopsis nepalensis Kevan & Jin, 1993
- Xiphidiopsis ocellata Bey-Bienko, 1971
- Xiphidiopsis padangi Gorochov, 2008
- Xiphidiopsis parallela Bey-Bienko, 1962
- Xiphidiopsis phetchaburi Gorochov, 1998
- Xiphidiopsis phyllocercus Karny, 1907
- Xiphidiopsis picta Karny, 1924
- Xiphidiopsis platycerca Bey-Bienko, 1962
- Xiphidiopsis punctata Karny, 1924
- Xiphidiopsis quadrinotata Bey-Bienko, 1971
- Xiphidiopsis redtenbacheri Karny, 1924
- Xiphidiopsis sabahi Gorochov, 2008
- Xiphidiopsis sarawaka Bey-Bienko, 1971
- Xiphidiopsis sjostedti Karny, 1927
- Xiphidiopsis spinicauda Sänger & Helfert, 1998
- Xiphidiopsis straminula Walker, 1871
- Xiphidiopsis sulcata Xia & Liu, 1990
- Xiphidiopsis sumatrensis Karny, 1924
- Xiphidiopsis symmetrica Gorochov, 2011
- Xiphidiopsis szechwanensis Tinkham, 1944
- Xiphidiopsis trusmadi Gorochov, 2008
- Xiphidiopsis vernalis Gorochov, 1998
- Xiphidiopsis zhejiangensis Zheng & Shi, 1995
- Xiphidiopsis bazyluki Bey-Bienko, 1971